# کارولین شومیکر
کارولین ژان اسپلمن شومیکر (به انگلیسی: Carolyn Jean Spellmann Shoemaker) (زادهٔ ۲۴ ژوئن ۱۹۲۹)، یک ستاره‌شناس آمریکایی و کاشف دنباله‌دار شومیکر-لوی ۹ است. او دنباله‌دارهای بسیاری را کشف کرده‌است.